# Emissora de Televisió de Sapporo
L'Emissora de Televisió de Sapporo (札幌テレビ放送株式会社, Sapporo Terebi Hōsō Kabushiki Kaisha) és una cadena de televisió de Hokkaidō, Japó, afiliada a les xarxes Nippon News Network (NNN) i Nippon Television Network (NTN). Sita a Sapporo, capital de Hokkaidō, la cadena fou fundada el 8 d'abril de 1958. Generalment utilitza les sigles STV o Sapporo Terebi com a marca comercial als seus programes.
Des del 15 de desembre de 1962, l'empresa funcionà conjuntament com a emissora de ràdio i televisió fins al 12 de juliol de 2005, quan la secció de ràdio fou separada en l'empresa STV Radio (STVラジオ). Actualment, STV Radio forma part de la National Radio Network (NRN), sent la representant d'aquesta a Hokkaidô.

## Història

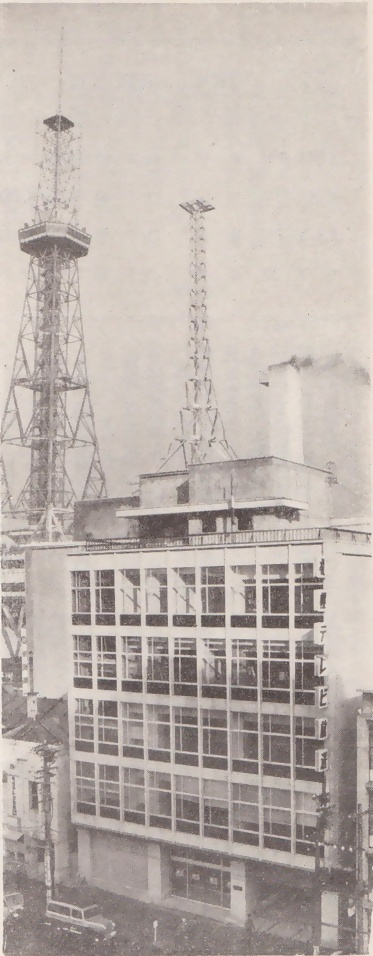
Estudis centrals de STV (1961)

A principis de 1957 Yôzo Kurosawa, aleshores president del Hokkai Times, Yoshihiro Kikuchi, aleshores president de la Companyia de Vaixells a Vapor de Carbó de Hokkaidô i Yoshitarô Hagiwara, consideraren la creació d'una segona cadena de televisió privada a Hokkaidô. Els periòdics nacionals japonesos (Yomiuri Shimbun, Asahi Shimbun, Mainichi Shimbun i Sankei Shimbun) buscaven entrar al mercat de Hokkaidô combinant dos sectors, la televisió i els periòdics, amb l'objectiu de crear una emissora de televisió privada. Això suposava un veritable perill pel periòdic local, el Hokkai Times; aquest, junt a una productora cinematogràfica desconeguda, sol·licità una licència d'emissió per a televisió comercial sota el nom de "Sapporo TV" l'abril de 1957. A l'octubre del mateix any, van rebre la licència d'emissió.
L'empresa fou fundada el 8 d'abril de 1958. STV començà les emissions televisives l'1 d'abril de 1959 amb una programació d'almenys nou hores i mitja de durada al dia. Inicialment, STV funcionà amb una política de doble afiliació: principalment amb Nippon Television (NNN), amb qui encara continua, i amb Fuji Television (FNN) com a soci secundari. STV també emeté alguns programes de Nippon Educational Television (actual TV Asahi) juntament amb la Companyia Radiodifusora de Hokkaidō (HBC). En haver optat STV per una licència de televisió educativa, la programació de la cadena havia de complir unes qüotes considerables d'emissions educatives. El primer programa produit íntegrament per la cadena fou un espai educatiu anomenat "Television Fudoki". Al primer any d'emissió, els beneficis comercials d'STV entraren en els 10 primers de Hokkaidô. El 1960, la construcció del Saló d'Emissions de Sapporo TV fou completada, permetent que la cadena disposara del seu propi estudi. El 1961, els beneficis de STV foren de 1,27 bilions de iens, i la mitjana mensual de beneficis superava els 100 milions de iens.

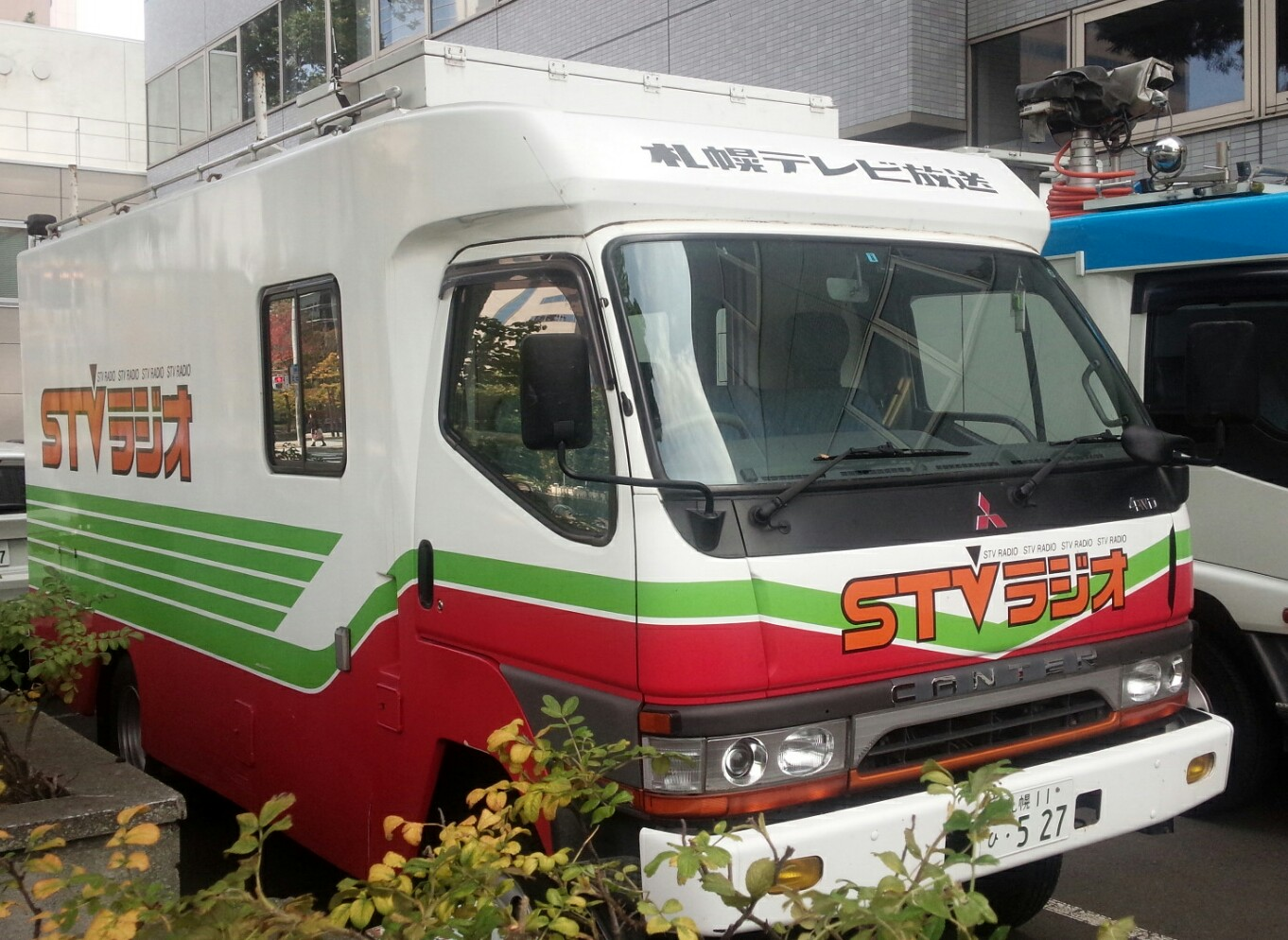
Centre mòbil d'STV Radio

Abans de les emissions formals de televisió, STV també demanà una llicència de ràdio el 1958, la qual fou més tard rebutjada. L'empresa repetí la demanda el 17 de febrer de 1961 i aquesta fou atorgada el 10 de juliol de 1962, convertint-se així en la primere emissora japonesa que emeté abans en televisió que en ràdio, començant les emissions d'aquesta el 15 de desembre de 1962. NET (TV Asahi) deixà de proporcionar programes a STV, traslladant la totalitat d'aquests a HBC el 1962. Seguint els principis d'uns pressuposts frugals, STV aconseguí un altíssim nivell de beneficis del 42,5% la segona meitat de 1963. El 1964, el senyal emissor havia covert el 95% de la població de Hokkaidô. El 20 de març de 1966 STV començà a emetre programes a color. L'1 d'abril del mateix any, STV s'uní com a membre fundador de la xarxa de notícies NNN. Quan la llicència d'emissió televisiva fou renovada el 1967, el caràcter legal de STV canvià d'emissora quasi-educativa a cadena generalista, fent així una nova programació més liberal i d'entreteniment. La capacitat de producció de programes de STV millorà a finals de la dècada del 1960 i, el 1969, ajudà en la producció del popular programa nocturn 11PM de Yomiuri TV (YTV). El 1971, STV construí uns nous estudis centrals, amb una grandari tres vegades major que l'anterior i amb un estudi per als programes de notícies.

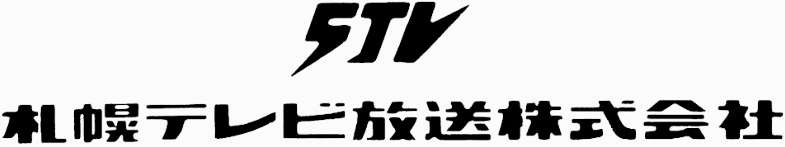
Antic logo ca. 1970-2005

El 1972, STV també col·laborà en l'emissió de les Jocs Olímpics d'Hivern de 1972 a Sapporo. El mateix any la cadena deixà d'emetre programes de Fuji TV/FNN després de l'inici d'emissions de Radiodifusió Cultural de Hokkaidō (UHB). STV fou la primera cadena en emprar el sistema automàtic d'emissió d'anuncis. El 1978, al vint aniversari de l'inici d'emissions, STV produí i emeté diversos programes especials com ara el documental "Un Any" o l'esdeveniment "Conferència d'Apreciació de Pintures Europees Famoses". L'any 1980 els beneficis de la divisió televisiva de STV arribà als 8,34 bilions de iens, amb uns ingressos del departament d'emissió de 1,736 bilions. El 1984 els beneficis del departament de televisió passaren dels 10 bilions de iens, mentre que els del departament d'emissions passaren els dos bilions. L'any 1985, la quota d'audiència de STV Radio superà per primera vegada a HBC, sent la més escoltada de Hokkaidô. El 1991, el departament de televisió tingué uns beneficis de 13,374 bilions de iens, mentre que els del departament de ràdio foren de 3,21 milions de iens, esdevenint així per primera vegada l'emissora comercial amb més profit econòmic de Hokkaidô. L'any 1993, per a commemorar el 35é aniversari d'emissions, STV organitzà l'exposició "Higashiyama Kai", la qual atragué a 100.000 visitants. El mateix any, l'audiència mitjana diaria de la cadena era del 10,4% i la del prime time, del 16%, sent la televisió més vista de Hokkaidô en totes les franges horàries.

## Programes

### Televisió
- Dosanko Wide Asa (どさんこワイド朝)
- STV Straight News (STVストレイトニュース)
- Dosanko Wide (どさんこワイド)
- Mylist
- Theather S (シアターS)
- Dosanko Weekend (どさんこWEEKEND)